# Gazy pochwowe
Gazy pochwowe – zjawisko polegające na przechodzeniu powietrza przez pochwę lub (zwykle mimowolnym) wypuszczaniu powietrza nagromadzonego w pochwie, czemu mogą towarzyszyć słyszalne dźwięki. Według jednej z definicji (brak jest naukowego konsensusu) gazy pochwowe to bąble powietrza o średnicy co najmniej 2 centymetrów, widoczne na co najmniej jednym przekroju (tomogramie).
Gazy te są zazwyczaj bezbarwne i nieszkodliwe. Częstość występowania to od wielu razy dziennie do kilku zdarzeń tygodniowo. W niektórych przypadkach kobiety doświadczające przypadków gazów pochwowych skarżyły się na zasysanie wody do pochwy podczas kąpieli, która to woda następnie wydostawała się na zewnątrz.
Występują zazwyczaj w trakcie lub zaraz po stosunku płciowym albo wskutek aktywności fizycznej, joggingu, przysiadów, przy zmianie położenia ciała, podczas stymulacji palcami i przy cunnilingusie oraz podczas innych ruchów.
W niektórych przypadkach mogą być powiązane z bardziej poważnymi przypadłościami medycznymi.

## Mechanizm powstawania
Dokładny mechanizm nie został określony. Jednym z proponowanych mechanizmów są będące wynikiem osłabionego krocza poluzowanie się oraz otwieranie pochwy, co kreuje rzeczywistą pustkę w jej przestrzeni. Wtedy, przy określonym położeniu ciała, gdy mięśnie przepony miednicy są rozkurczone, do pochwy może dostać się powietrze, które przy zmianie ułożenia ciała może być następnie wypychane. Innym podłożem może być sztywność pochwy i utrata jej elastyczności, na przykład przy zapaleniu narządów miednicy mniejszej, po radioterapii tych regionów, naciekaniu nowotworów, obrzękach czy zwłóknieniach wynikających z operacji chirurgicznych. Jednak dokładny mechanizm, na drodze którego sztywność pochwy i utrata jej elastyczności miałyby prowadzić do gazów pochwowych, nie został określony. Także zmiany w anatomii pochwy dotyczące jej punktu Bp (najniżej położony punkt na tylnej ścianie pochwy) mogą prowadzić do powstawania gazów pochwowych, gdyż w takich sytuacjach pochwa nie zamyka się przy zmianie pozycji. Także niski (choć nie określono, jaki dokładnie) wskaźnik masy ciała, przy którym ściany pochwy nie mają wystarczającego oparcia, może powodować, że jej tylna i przednia ściana fałdują się na siebie, co może powodować gazy pochwowe, którym towarzyszą dźwięki.

## Częstotliwość występowania
Częstotliwość występowania nie jest precyzyjnie określona i waha się od 1 do 20% u kobiet ogólnie oraz w zakresie 27% do 73% u kobiet, które jednocześnie chorują na inkontynencję stresową czy z zaburzeniami statyki narządu rodnego.

## Czynniki ryzyka
Zwiększenie ryzyka występowania gazów pochwowych jest powiązane z wieloma czynnikami. Należą do nich: jeden lub więcej porodów waginalnych, cięcie cesarskie, wypadanie pochwy czy osłabienie krocza. Także zabiegi, takie jak histerektomia czy rekonstrukcja przepony miednicy, mogą wpływać na podwyższenie tego ryzyka. Zaburzenia statyki narządu rodnego nie są jednoznacznie powiązane z ryzykiem występowania gazów pochwowych. Wskazuje się, że wiek przedreprodukcyjny oraz stosunkowo niski wskaźnik masy ciała, także należą do czynników ryzyka.

## Wpływ na jakość życia
Dla kobiet występowanie gazów pochwowych może być krępujące, niepokojące czy zawstydzające oraz prowadzić do obniżenia pewności siebie. Większość doniesień wskazuje, że gazy waginalne prowadzą do obniżenia jakości życia i możliwości seksualnych u kobiet, ale pozostają bez większego wpływu na seksualność mężczyzn. Większość kobiet nie szuka w związku z gazami pochwowymi pomocy medycznej.

## Zapobieganie i eliminowanie
W celu zapobiegania czy eliminacji gazów pochwowych proponowanych jest wiele sposobów, do których należą: fizjoterapia skupiająca się na wzmocnieniu mięśni miednicy, stosowanie pessarium, czy używanie tamponów higienicznych. Dla gazów pochwowych będących wynikiem zmian anatomicznych czy urazów i innych schorzeń sugeruje się interwencje chirurgiczne celem ich wyeliminowania.

## Terminologia
Inne nazwy tego zjawiska w języku angielskim to vaginal noise, vaginal gas, vaginal flatus, colpophony, garrulitas vulvae, vaginal laxity czy vaginal air, vaginal wind, noisy vagina. Funkcjonują także takie terminy, jak: vaginal flatulence, vaginal fart, queefing, queef, varting, vart, garrulitas gravita, chattering vulva, fanny fart lub incontinentia vulvae, choć te nie są powiązane z literaturą medyczną, dotyczą umyślnego wypychania powietrza z pochwy czy ruchów gazu związanych z innymi przypadłościami, takimi jak przetoki pochwy czy zatory gazowe.
W języku polskim spotyka się także nawiązujące do gazów jelitowych określenia „puszczanie bąków pochwą” czy „pierdzenie pochwą”.